# Royaume Kourou
 (février 2023).
La mise en forme du texte ne suit pas les recommandations de Wikipédia : il faut le « wikifier ».
Les points d'amélioration suivants sont les cas les plus fréquents. Le détail des points à revoir est peut-être précisé sur la page de discussion.
- Les titres sont pré-formatés par le logiciel. Ils ne sont ni en capitales, ni en gras.
- Le texte ne doit pas être écrit en capitales (les noms de famille non plus), ni en gras, ni en italique, ni en « petit »…
- Le gras n'est utilisé que pour surligner le titre de l'article dans l'introduction, une seule fois.
- L'italique est rarement utilisé : mots en langue étrangère, titres d'œuvres, noms de bateaux, etc.
- Les citations ne sont pas en italique mais en corps de texte normal. Elles sont entourées par des guillemets français : « et ».
- Les listes à puces sont à éviter, des paragraphes rédigés étant largement préférés. Les tableaux sont à réserver à la présentation de données structurées (résultats, etc.).
- Les appels de note de bas de page (petits chiffres en exposant, introduits par l'outil «  Source ») sont à placer entre la fin de phrase et le point final[comme ça].
- Les liens internes (vers d'autres articles de Wikipédia) sont à choisir avec parcimonie. Créez des liens vers des articles approfondissant le sujet. Les termes génériques sans rapport avec le sujet sont à éviter, ainsi que les répétitions de liens vers un même terme.
- Les liens externes sont à placer uniquement dans une section « Liens externes », à la fin de l'article. Ces liens sont à choisir avec parcimonie suivant les règles définies. Si un lien sert de source à l'article, son insertion dans le texte est à faire par les notes de bas de page.
- La présentation des références doit suivre les conventions bibliographiques. Il est recommandé d'utiliser les modèles {{Ouvrage}}, {{Chapitre}}, {{Article}}, {{Lien web}} et/ou {{Bibliographie}}. Le mode d'édition visuel peut mettre en forme automatiquement les références.
- Insérer une infobox (cadre d'informations à droite) n'est pas obligatoire pour parachever la mise en page.

Pour une aide détaillée, merci de consulter Aide:Wikification.
Si vous pensez que ces points ont été résolus, vous pouvez retirer ce bandeau et améliorer la mise en forme d'un autre article.
Kourou (Sanskrit : कुरु) est une union tribale védique indo-aryenne de l'âge du fer du nord de l'Inde, englobant des parties des États modernes de l'Haryana, de Delhi et certaines parties de l'ouest de l'Uttar Pradesh, apparue au cours de la période védique moyenne, (vers 1200 - 900 avant notre ère). Le royaume de Kourou est la première société connue de niveau étatique dans le sous-continent indien,,.
Le royaume Kourou change de manière décisive l'héritage religieux du début de la période védique, en organisant leurs hymnes rituels dans des collections appelées les Vedas et en développant de nouveaux rituels qui acquièrent leur position sur la civilisation indienne en tant que rituels Srauta, qui contribuent à la synthèse classique ou synthèse hindoue. Il devient le centre politique et culturel dominant de la période védique moyenne sous les règnes de Parikshit et Janamejaya, mais perd de son importance à la fin de la période védique (vers 900 - vers 500 avant notre ère). Cependant, les traditions et les légendes sur les Kourous se poursuivent dans la période post-védique, fournissant la base de l'épopée du Mahabharata.
Les principales sources contemporaines pour comprendre le royaume Kourou sont les Védas, contenant des détails sur la vie durant cette période et des allusions à des personnages et événements historiques. La période et l'étendue géographique du royaume de Kourou (telles que déterminées par l'étude philologique de la littérature védique) suggèrent sa correspondance avec la culture de la céramique grise peinte.

## Emplacement
L'État de Kourou se situe dans le centre de l'Asie du Sud, s'étendant du Gaṅge et de la frontière de l'État de Pañcāla à l'est jusqu'au fleuve Sarasvatī et la frontière de Rothak à l'ouest, et bordait le Royaume Kunindas au nord et les Sūrasenas et Matsya au sud. La zone autrefois occupée par le royaume de Kourou couvre l'actuel Thanesar, Delhi et la majeure partie du haut de Doāb.
L'État de Kourou se subdivise en Kourou-Jaṅgala ("forêt de Kourou"), le territoire de Kourou proprement dit et le Kourou-kṣetra ("champ de Kourou") :
- Kourou-jaṅgala est une zone sauvage qui s'étend de la forêt de Kāmyaka sur les rives de la Sarasvatī à la forêt de Khāṇḍava
- le territoire Kourou proprement dit se composait de la région autour de Hāstīnapura
- Kourou-kṣetra se situe entre la forêt de Khāṇḍava au sud, Tūrghna au nord et Parīnaḥ à l'ouest. Kourou-kṣetra est entre les rivières Sarasvatī et Dṛṣadvatī

Les rivières coulant dans l'état de Kourou comprennent l'Aruṇā, l'Aṃśumatī, l'Hiraṇvatī, l'Āpayā, le Kauśikī, le Sarasvatī et le Dṛṣadvatī ou Rakṣī.

## Histoire

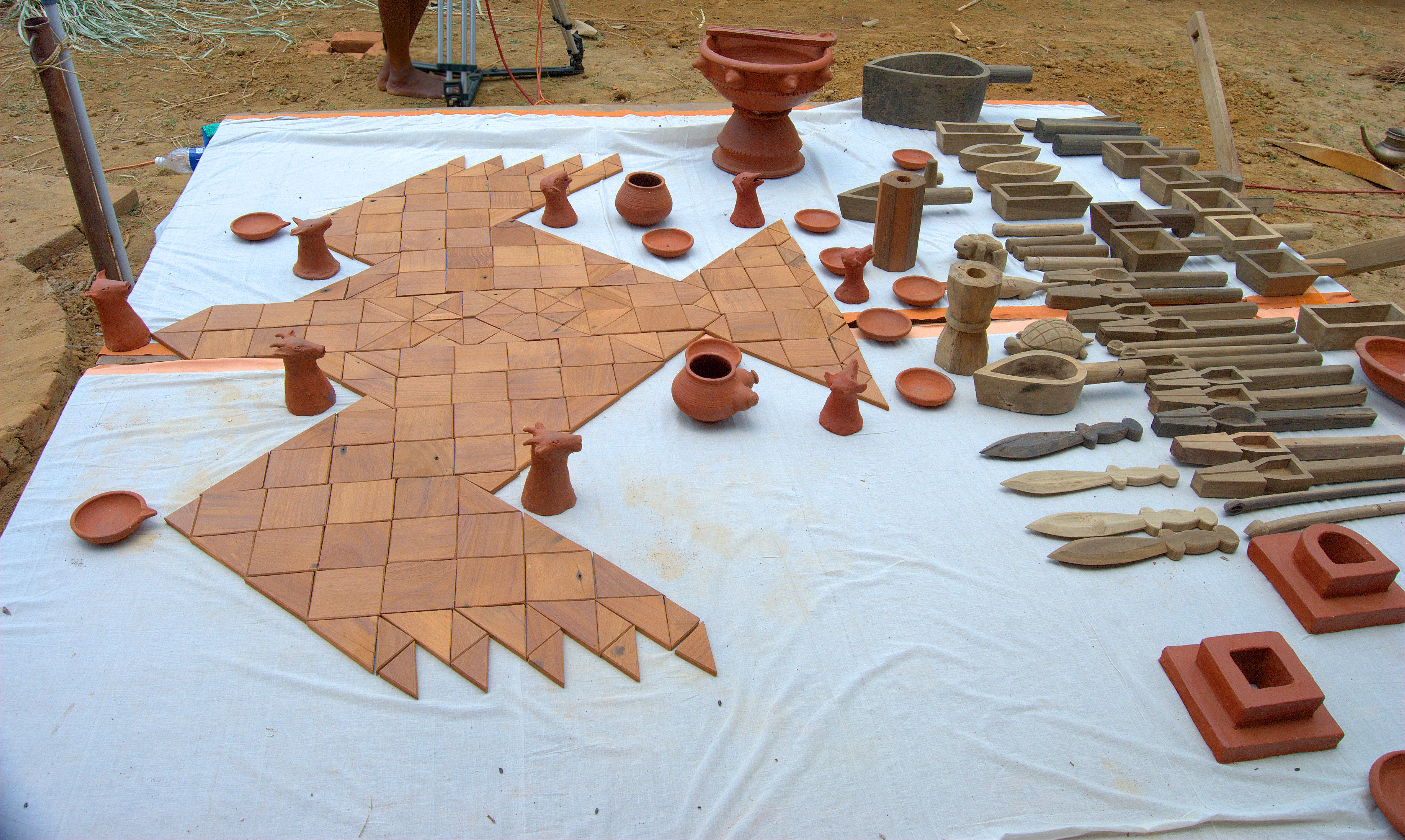
Réplique moderne d'ustensiles et d'autel en forme de faucon utilisés pour l'Agnicayana, un rituel élaboré durant la période Kourou.

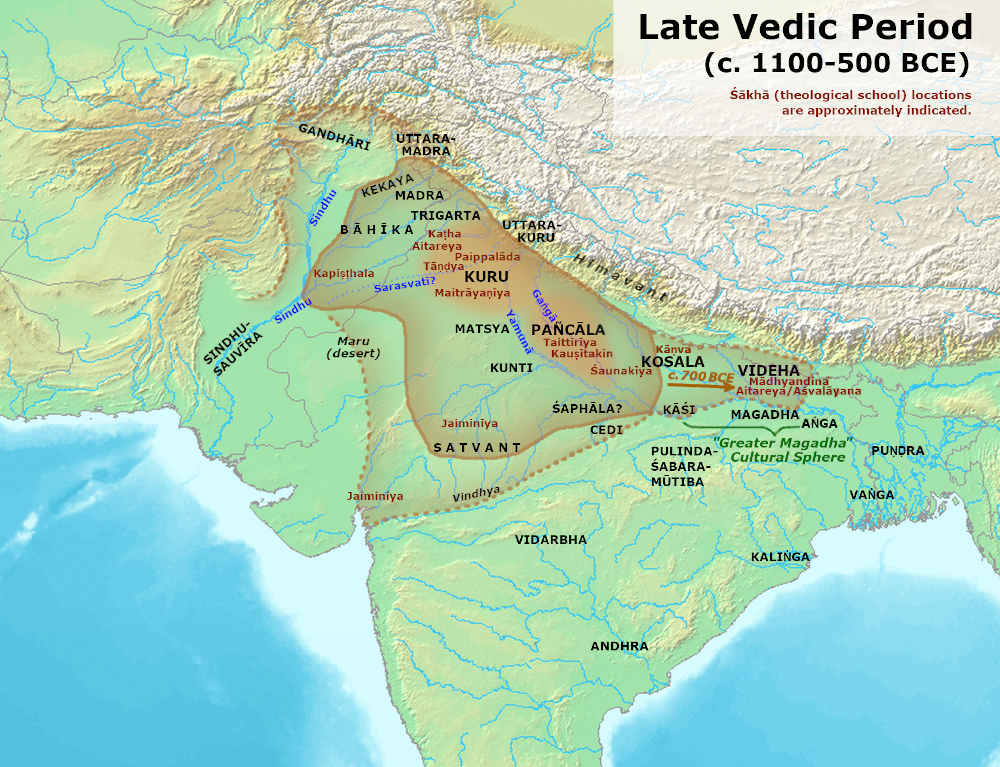
Kourou et autres janapadas à la fin de la période védique

Le clan Kourou se forme au cours de la période védique moyenne , (vers 1200 - 900 avant notre ère) à la suite de l'alliance et de la fusion entre les Bharata et d'autres clans Puru, à la suite de la bataille des Dix Rois,. Avec leur centre de pouvoir dans la région de Kurukshetra, les Kourous forment le premier centre politique de la période védique et dominent de 1200 à 800 avant notre ère. La première capitale est à Āsandīvat, dans l'Haryana,. La littérature ultérieure fait référence à Indraprastha et Hastinapu comme les principales villes de Kourou.
Les Kourous figurent en bonne place dans la littérature védique après l'époque du Rig-véda. Les Kourous apparaissent ici comme une branche des premiers Indo-Aryens, gouvernant le Doab et l'Haryana moderne. À la fin de la période védique, l'attention se déplace du Pendjab vers l'Haryana et le Doab, et donc vers le clan Kourou.
Cette tendance correspond à l'augmentation du nombre et de la taille des colonies de la culture de la céramique grise peinte dans la région de Haryana et Doab. Les études archéologiques du district de Kurukshetra révèlent une hiérarchie à trois niveaux plus complexe (bien que pas encore entièrement urbanisée) pour la période allant de 1000 à 600 avant notre ère, suggérant une chefferie complexe ou un état précoce émergent. Cela contraste avec les colonies à deux niveaux qui sont le modèle dans le reste de la  vallée du Gange. Bien que la plupart des sites archéologiques sont de petits villages agricoles, plusieurs établissements plus grands sont identifiés et peuvent être caractérisés comme des villes. Les plus grands d'entre eux sont fortifiés par des fossés ou des douves et des remblais en terre empilée avec des palissades en bois, bien que plus petits et plus simples que les fortifications élaborées qui émergent dans les grandes villes après 600 avant notre ère.

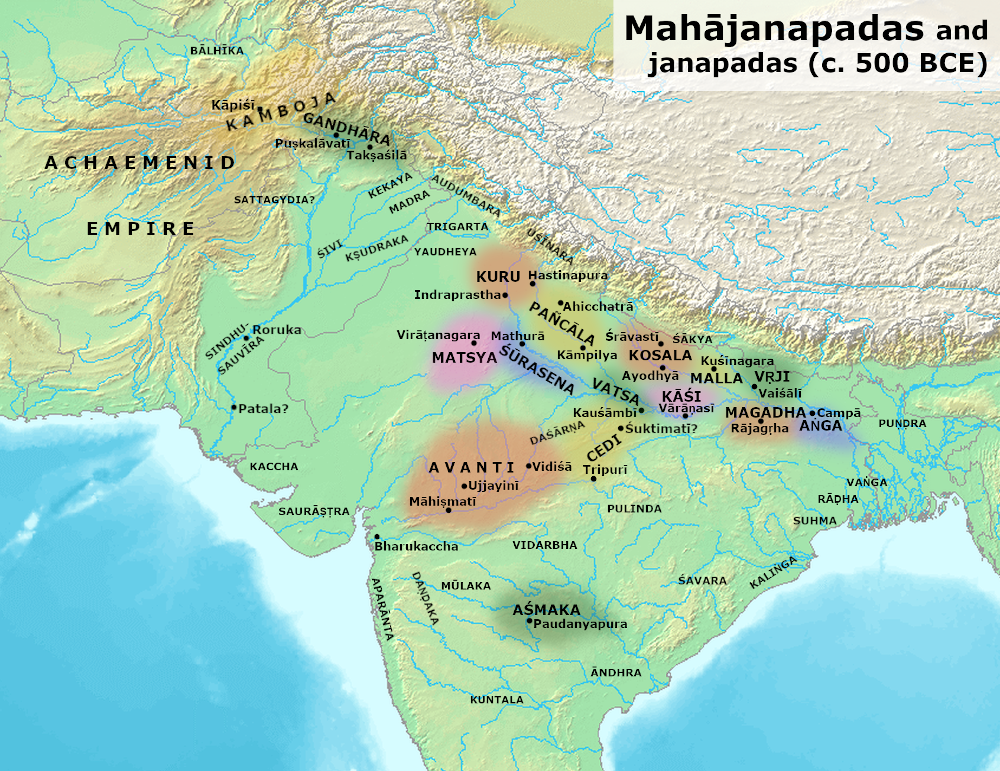
Kourou et autres Mahajanapadas dans la période post-védique

L'Atharva-véda (XX.127) fait l'éloge de Parikshit, le Roi des Kourous, comme le grand dirigeant d'un royaume prospère. D'autres textes védiques tardifs, tels que le Shatapatha Brahmana, commémorent le fils de Parikshit, Janamejaya, comme un grand conquérant qui exécute l'ashvamedha. Ces deux rois Kourou jouent un rôle décisif dans la consolidation de l'État Kourou et le développement des rituels srauta, et ils apparaissent également comme des figures importantes dans les légendes et traditions ultérieures (par exemple, dans le Mahabharata).
Les Kourous déclinent après leur défaite face à la tribu non védique Salva (ou Salvi), et le centre de la culture védique se déplace vers l'est, dans le royaume de Panchala, dans l'Uttar Pradesh (dont le roi Keśin Dālbhya est le neveu du défunt roi Kourou). Selon la littérature sanskrite post-védique, la capitale des Kourous est transférée à Kaushambi, dans le bas Doab, après la destruction d'Hastinapur par les inondations ainsi qu'à cause des bouleversements dans la famille Kourou elle-même,. Dans la période post-védique (au VIe siècle avant notre ère), la dynastie Kourou évolue en deux branches : Vatsa et janapadas, régnant respectivement sur le haut Doab / Delhi / Haryana et le bas Doab. La branche Vatsa de la dynastie Kourou se divise en branches à Kaushambi et à Mathura.
Selon les sources bouddhistes, à la fin et à la période post-védique, Kourou devient un État mineur gouverné par un chef appelé Koravya et appartenant à la Yuddhiṭṭhila (Yudhiṣṭhira) gotta,. Après le déménagement de la principale dynastie dirigeante Kourou à Kosambi, le pays Kourou lui-même se divise en plusieurs petites principautés, celles d'Indapatta et celle d'Iṣukāra étant les plus importantes. À l'époque du Bouddha, ces petits États sont remplacés par état républicain.

## Société

Performance moderne d'Agnicayana, un rituel élaboré de la période Kourou

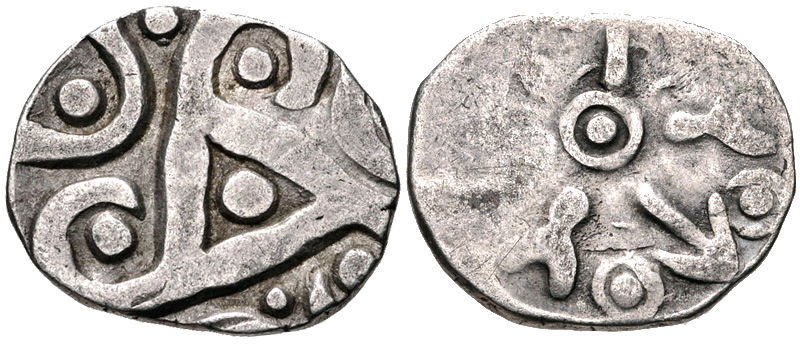
Pré-Mauryan (vallée du Gange) Kourous (Kouroukshetras), argent, ½ Karshapana, pièce de monnaie indienne, type "Babyal Hoard", c. 350–315 avant notre ère. AR 15 Mana – Demi Karshapana (15 mm, 1,50 g). Motif géométrique de type triskèle/symbole armé d'aix.

Les tribus qui se regroupent dans le royaume de Kourou sont en grande partie des tribus pastorales semi-nomades. Cependant, à mesure que la colonisation se déplace vers la plaine occidentale du Gange, la culture sédentaire du riz et de l'orge devient plus importante. La littérature védique de cette période indique la croissance de la production excédentaire et l'émergence d'artisans et d'artisans spécialisés. L'utilisation du fer est mentionné pour la première fois sous le nom de śyāma āyasa (श्याम आयस, littéralement "métal noir") dans l'Atharvaveda. Un autre développement important est le système de classe quadruple varna, qui remplace le système double d'arya et de dasa de l'époque rigvédique. La prêtrise brahmane et l'aristocratie kshatriya, qui dominent les roturiers arya (maintenant appelés vaishyas) et les ouvriers dasa (maintenant appelés shudras), sont désignées comme des classes distinctes.
Les rois Kourou règnent avec l'aide d'une administration rudimentaire, comprenant plusieurs fonctions : le purohita (prêtre), le chef de village, le chef d'armée, les fournisseurs de nourriture, les émissaires, les hérauts et espions. Ils extraient le tribut obligatoire (bali) de leur population de roturiers ainsi que des tribus voisines plus faibles. Ils mènent fréquemment des raids et conquêtes à l'est et au sud. Pour aider à gouverner, les rois et leurs prêtres brahmanes organisent des hymnes védiques en recueils et développent un nouvel ensemble de rituels (les rituels désormais orthodoxes de Srauta) pour maintenir l'ordre social et renforcer la hiérarchie des classes. Les nobles de haut rang peuvent accomplir des sacrifices très élaborés, et de nombreux poojas (rituels) exaltent principalement le statut du roi sur son peuple. L'ashvamedha ou sacrifice de cheval est un moyen pour un roi puissant d'affirmer sa domination dans le nord de l'Inde.

## Dans la littérature épique

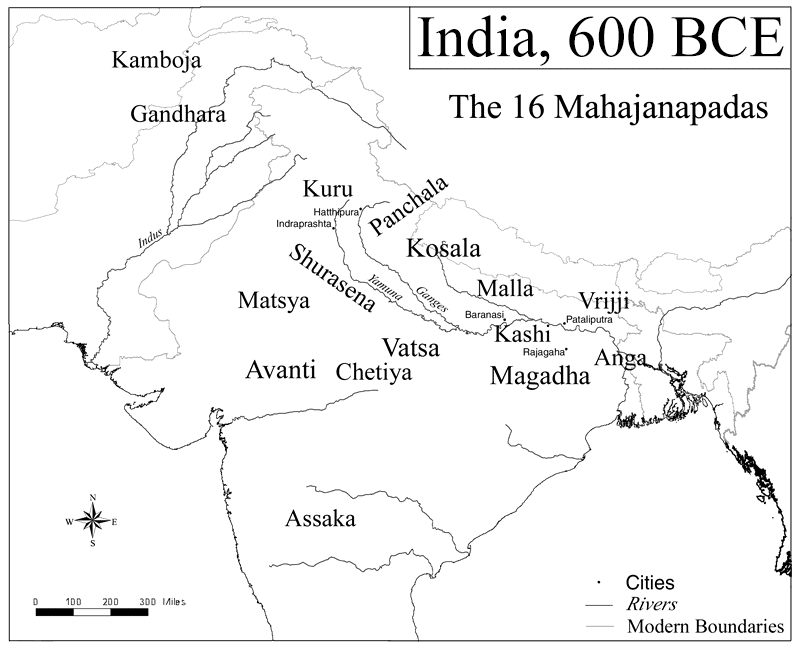
Le dernier État de Kourou à l'époque de Mahajanapada, en 600 avant notre ère

Le poème épique, le Mahabharata, raconte un conflit entre deux branches du clan Kourou régnant peut-être vers 1000 avant notre ère. Cependant, l'archéologie ne fournit pas de preuve concluante quant à savoir si les événements spécifiques décrits ont une base historique. Le texte existant du Mahabharata a traversé de nombreuses couches de développement et appartient principalement à la période entre 400 avant notre ère et 400 apr. J.-C.. Dans le récit-cadre du Mahabharata, les rois historiques Parikshit et Janamejaya sont présentés de manière significative en tant que descendants du clan Kourou.
Un roi Kourou historique nommé Dhritarashtra Vaichitravirya est mentionné dans le Kathaka Samhita du Yajurveda (1200–900 avant notre ère) en tant que descendant du roi Sudas de l'ère rigvédique. Son bétail aurait été détruit à la suite d'un conflit avec les ascètes vratya ; cependant, cette mention védique ne corrobore pas l'exactitude du récit du Mahabharata sur son règne,.Modèle:Kuru family tree

## Sources
- Hiltebeitel, Alf (2002), Hinduism. In: Joseph Kitagawa, "The Religious Traditions of Asia: Religion, History, and Culture", Routledge,  (ISBN 9781136875977)
- Pletcher, Kenneth (2010), The History of India, The Rosen Publishing Group,  (ISBN 9781615301225)
- Raychaudhuri, Hemchandra (1953). Political History of Ancient India: From the Accession of Parikshit to the Extinction of Gupta Dynasty. University of Calcutta.
- Samuel, Geoffrey (2010), The Origins of Yoga and Tantra. Indic Religions to the Thirteenth Century, Cambridge University Press
- Witzel, Michael (1990), "On Indian Historical Writing" (PDF), Journal of the Japanese Association for South Asian Studies, 2: 1–57
- Witzel, Michael (1995), "Early Sanskritization: Origin and Development of the Kourou state" (PDF), EJVS, 1 (4), archived from the original (PDF) on 11 June 2007